# Campeonato europeo de hockey sobre patines masculino de 1931
El VI Campeonato europeo de hockey sobre patines masculino de 1931 se celebró en Montreux (Suiza) del 4 al 8 de abril de 1931. Fue organizado por el Comité Europeo de Hockey sobre Patines. La selección de Inglaterra ganó su sexto título.

## Equipos participantes
|            |
| Inglaterra |
| Francia    |
| Alemania   |
| Suiza      |
| Bélgica    |
| Portugal   |
| Italia     |

## Resultados
|            | Bandera de Inglaterra | Bandera de Italia | Bandera de Alemania | Bandera de Suiza | Bandera de Francia | Bandera de Portugal | Bandera de Bélgica |
| ---------- | --------------------- | ----------------- | ------------------- | ---------------- | ------------------ | ------------------- | ------------------ |
| Inglaterra |                       |                   |                     |                  |                    |                     |                    |
| Italia     | 1-2                   |                   |                     |                  |                    |                     |                    |
| Alemania   | 1-10                  | 2-3               |                     |                  |                    |                     |                    |
| Suiza      | 1-11                  | 2-2               | 4-1                 |                  |                    |                     |                    |
| Francia    | 0-3                   | 5-3               | 8-1                 | 2-2              |                    |                     |                    |
| Portugal   | 0-4                   | 1-1               | 3-5                 | 0-4              | 1-7                |                     |                    |
| Bélgica    | 0-10                  | 2-4               | 2-7                 | 0-5              | 1-9                | 1-2                 |                    |

## Clasificación
| Equipo     | Pts | PJ | PG | PE | PP | GF | GC | DG  |
| ---------- | --- | -- | -- | -- | -- | -- | -- | --- |
| Inglaterra | 12  | 6  | 6  | 0  | 0  | 40 | 3  | +37 |
| Francia    | 9   | 6  | 4  | 1  | 1  | 31 | 11 | +20 |
| Suiza      | 8   | 6  | 3  | 2  | 1  | 18 | 16 | +2  |
| Italia     | 6   | 6  | 2  | 2  | 2  | 14 | 14 | 0   |
| Alemania   | 4   | 6  | 2  | 0  | 4  | 17 | 30 | -13 |
| Portugal   | 3   | 6  | 1  | 1  | 4  | 7  | 22 | -15 |
| Bélgica    | 0   | 6  | 0  | 0  | 6  | 6  | 37 | -31 |